# Kulík mořský
Kulík mořský (Anarhynchus alexandrinus) je malý druh bahňáka z čeledi kulíkovitých.

## Popis
Na první pohled se podobá kulíku říčnímu, od něhož se ve všech šatech liší především neúplnou hrudní páskou, redukovanou na výběžky po stranách hrudi. Dospělí samci mají černé čelo, oční proužek a proužek po straně hrudi, samec i samice mají černavé nohy. V prostém šatu a v šatu mláďat je černá barva nahrazena stejným odstínem jako svrchní část těla (u dospělých o něco tmavším). V letu má výraznou křídlení pásku.
Kulík mořský hnízdí v nánosech bahna nebo nezarostlé půdě na pobřeží, v létě zalétá i do severní Evropy. Nepravidelně zalétá také do České republiky, kde byl zjištěn již sedmnáctkrát.

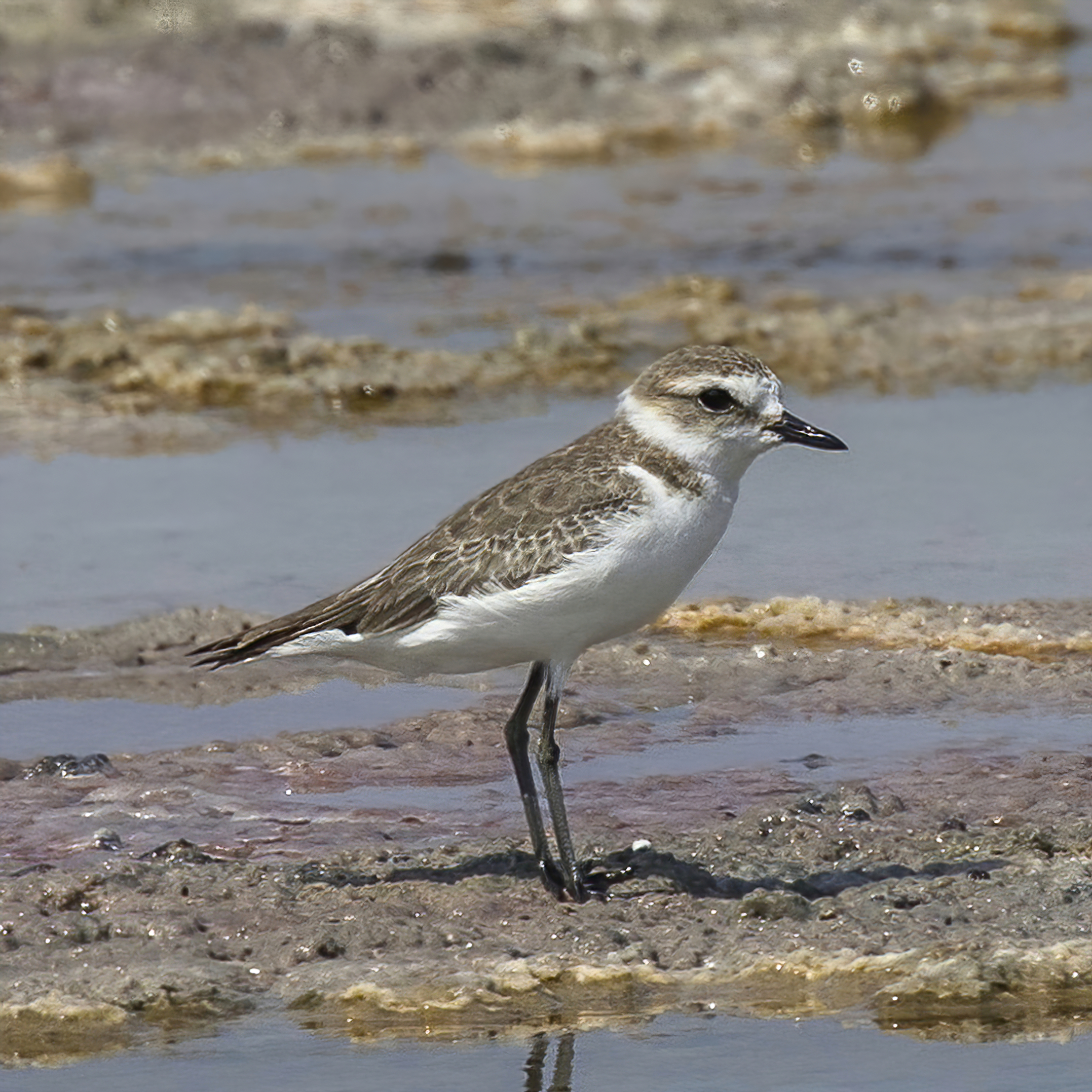
Dospělý pták v prostém šatu
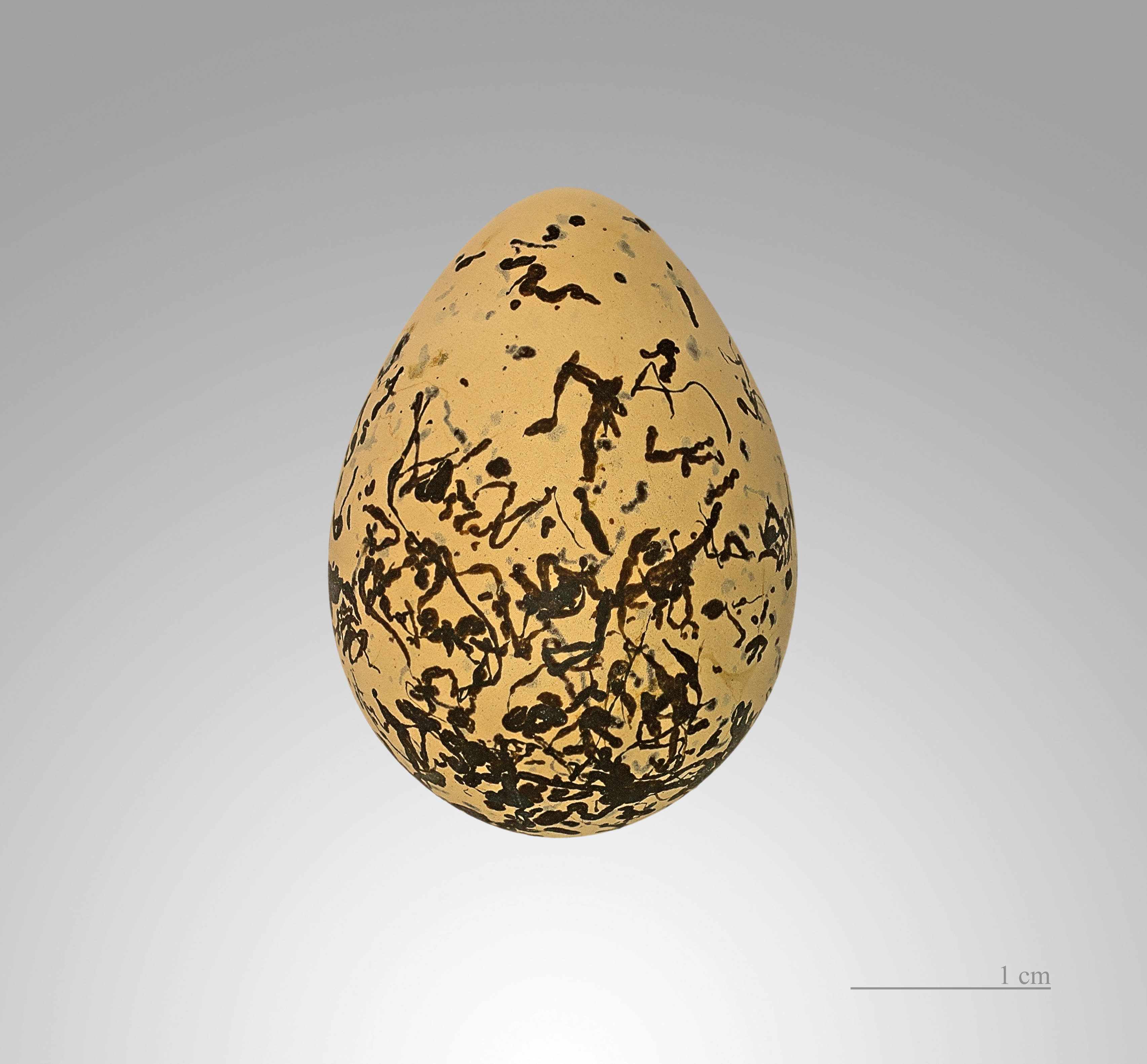
Vejce kulíka mořského